# Agrothereutes grapholithae
Agrothereutes grapholithae är en stekelart som först beskrevs av Tohru Uchida 1933.  Agrothereutes grapholithae ingår i släktet Agrothereutes och familjen brokparasitsteklar. Inga underarter finns listade i Catalogue of Life.